# When Worlds Collide (película de 1951)
Cuando los mundos chocan (en el original en inglés, When Worlds Collide) es una película estadounidense de 1951 en Technicolor, de los géneros ciencia ficción y catástrofe, producida por George Pal, dirigida por Rudolph Maté y protagonizada por Richard Derr, Barbara Rush, Peter Hansen y John Hoyt. Distribuida por Paramount Pictures, se basa en la novela homónima de 1933 de Edwin Balmer y Philip Wylie.

## Trama
La trama narra la inminente destrucción de la Tierra por la colisión con una estrella errante llamada Bellus, y los esfuerzos por construir una nave espacial que transporte un grupo de hombres y mujeres al único planeta de Bellus, Zyra, similar a la Tierra.

## Producción
En 1949 George Pal adquirió los derechos de la novela. En diciembre, Rip Van Ronkel, coescritor del guion de Destino la Luna, fue contratado para escribir este guion también.
En febrero de 1950 Paramount anunció el inicio de la producción. George Pal pensaba en una obra lujosa y de mayor presupuesto, pero terminó viéndose obligado a reducir sus expectativas.
Chesley Bonestell trabajó como asesor. Creó el diseño del arca espacial construida para lanzar a los supervivientes elegidos. La escena final, con el paisaje de amanecer en Zyra, fue tomada de un boceto de Bonestell. Debido a las limitaciones de presupuesto y tiempo, el director se vio obligado a utilizar este boceto a color y no una pintura mate terminada. El boceto tiene estructuras artificiales visibles en la distancia cuando los viajeros bajan del arca, lo que sugiere una civilización extraterrestre.
El rodaje comenzó el 14 de diciembre de 1950, bajo la dirección de Rudolph Maté. En la novela, el objeto que destruye la Tierra es otro planeta. El cambio a una estrella hace que el título de la película sea inexacto, al igual que la frase del cartel de la película: "¡Los planetas destruyen la Tierra!".

## Recepción
Bosley Crowther del The New York Times señaló en su reseña que George Pal había continuado con el tono de su otra epopeya profética, Destino la Luna: "...esta vez el adivino científico, cuyas predicciones tienen la virtud, al menos, de estar representadas en términos visuales provocativos, ofrece un consuelo bastante frío para aquellos académicos que quieran seguirle la corriente. Uno de los mundos que él hizo que colisionaran es el nuestro". Informó que "excepto por un susurro de aplausos para saludar un aterrizaje perfecto, la audiencia somnolienta en el Globe, donde se estrenó la película ayer, mostró un ligero interés. Parecía escéptica e incluso aburrida. El señor Pal apenas nos lleva allí, pero esta vez no nos trae de vuelta".
El escritor independiente Melvin E. Matthews califica la película de "parábola del fin del mundo para la era nuclear de los años 50".  El profesor de física de la Universidad Emory Sidney Perkowitz señala que Cuando los mundos chocan es la primera de una larga lista de películas en las que "la ciencia manejada por un científico heroico se enfrenta a una catástrofe". Califica los efectos especiales de excepcionales.
El bibliotecario y cineasta Charles P. Mitchell criticó los "errores científicos que diluyen la trama" y la "falta de efectos consistentes de primera clase". Afirma que "la gran cantidad de defectos de la trama son molestos e impiden que esta admirable obra alcance el estatus de mejor película".

## Premios
When Worlds Collide recibió un Oscar honorífico a los mejores efectos especiales en la 24.ª edición de los Premios Óscar. John F. Seitz y W. Howard Greene fueron nominados a Mejor Fotografía (Color), perdiendo ante Alfred Gilks y John Alton por Un americano en París.

## En la cultura popular
- Cuando los mundos chocan es una de las muchas películas a las que se hace referencia en el tema de apertura (Science Fiction/Double Feature) tanto del musical The Rocky Horror Show como de su contraparte cinematográfica The Rocky Horror Picture Show (1975): "Pero cuando los mundos chocan, le dijo George Pal a su novia".[10]
- En la película Star Trek II: la ira de Khan (1982), se pueden ver dos contenedores de carga etiquetados "Bellus" y "Zyra" en la Cueva Génesis.[11]
- En la adaptación cinematográfica  de L.A. Confidential (1997), el escritor de tabloides Sid Hudgens hace arreglos para que el detective Jack Vicennes, amante de la publicidad, arreste a un joven actor la noche del estreno de Cuando los mundos chocan. El resultado es que se tomen fotografías del arresto con el ficticio El Cortez Theatre (en la realidad, un edificio bancario abandonado) con la marquesina publicitaria de la obra al fondo, acompañando el titular: "Estreno de película, redada de marihuana"; aunque la escena está ambientada en 1953, mucho después del estreno real en 1951.[12]
- "When Worlds Collide" es el título de un sencillo de la banda de heavy metal Powerman 5000 del album de 1999 Tonight the Stars Revolt!.[13]
- En la novela de 2013 de Terry Pratchett y Stephen Baxter La Tierra Larga, los científicos han bautizado al objeto espacial teórico que destruyó una de las Tierras alternativas como "Bellos", lo que el personaje de Sally Linsay describe como "una referencia tonta a una vieja película".[14]